# Premis Magritte
Els Premis Magritte són uns guardons cinematogràfics creats el 2011 per a reconèixer les produccions en francès del cinema belga. El nom triat per a aquest premi és un homenatge al pintor René Magritte.

## Història
En 2010, es va fundar l'Acadèmia André Delvaux per a escenificar la unió del sector de la producció cinematogràfica representat per Patrick Quinet, Marion Hänsel, Olivier Bronckart, Philippe Kauffmann, Luc Jabon, André Buytaers, Benoît Coppée i Alok Nandi.
L'Acadèmia André Delvaux va tenir, des del principi, la vocació de recompensar els èxits i les obres artístiques més notables del cinema per a tenir un equivalent belga als Césars francesos o als Oscars estatunidencs, alhora que omplís el buit deixat per la desapaparició dels premis Joseph Plateau el 2007.
Perquè una pel·lícula sigui nominada ha de ser una producció belga i haver-se estrenat l'any cinematogràfic (del 16 d'octubre de l'any anterior al 15 d'octubre de l'any següent) a Bèlgica i projectada durant almenys set dies consecutius.

## Edicions
| Any  | Data                 | Pel·lícula guanyadora      | Presidència del jurat           | Presentador/a                                                                 |
| ---- | -------------------- | -------------------------- | ------------------------------- | ----------------------------------------------------------------------------- |
| 2011 | 5 de febrer de 2011  | Mr. Nobody                 | Jaco Van Dormael                | Helena Noguerra                                                               |
| 2012 | 4 de febrer de 2012  | Les Géants                 | Bertrand Tavernier              | Helena Noguerra                                                               |
| 2013 | 2 de febrer de 2013  | À perdre la raison         | Yolande Moreau                  | Fabrizio Rongione                                                             |
| 2014 | 1 de febrer de 2014  | Ernest & Celestine         | Émilie Dequenne                 | Fabrizio Rongione                                                             |
| 2015 | 7 de febrer de 2015  | Dos dies, una nit          | François Damiens                | Charlie Dupont                                                                |
| 2016 | 6 de febrer de 2016  | Le Tout Nouveau Testament  | Marie Gillain                   | Charlie Dupont                                                                |
| 2017 | 4 de febrer de 2017  | Les Premiers, les Derniers | Virginie Efira                  | Anne-Pascale Clairembourg                                                     |
| 2018 | 3 de febrer de 2018  | Une famille syrienne       | Natacha Régnier                 | Fabrizio Rongione                                                             |
| 2019 | 2 de febrer de 2017  | Nos batailles              | Vincent Patar i Stéphane Aubier | Alex Vizorek                                                                  |
| 2020 | 1 de febrer de 2020  | Duelles                    | Pascal Duquenne                 | Kody                                                                          |
| 2022 | 12 de febrer de 2020 | Una vie démente            | Thierry Michel                  | Laurence Bibot, Dena, Achille Ridolfi, Ingrid Heiderscheidt i Bwanga Pilipili |
| 2023 | 4 de març de 2023    | Un amor a Escòcia          | Lubna Azabal                    | Patrick Ridremont                                                             |
| 2024 | 9 de març de 2024    | Dalva                      | Bouli Lanners                   | Patrick Ridremont                                                             |
| 2025 | 22 de febrer de 2025 | La nuit se traîne          | Déborah François                | Charline Vanhoenacker                                                         |